# René Froger: Live in concert
Live in concert is een livealbum van René Froger uit 1995. Het was het eerste livealbum dat de zanger uitbracht.
Het album bestaat uit twee platen met live opgenomen nummers. Op de eerste plaat staan singles van Froger zelf en op de tweede schijf zingt hij covers van andere artiesten. De opnames werden gemaakt op verschillende locaties, waaronder Koninklijk Theater Carré in Amsterdam, het Congresgebouw in Den Haag, 't Spant in Bussum en Ahoy in Rotterdam.
Het album werd in Nederland een groot succes. Het bereikte de nummer 1-positie in de Album Top 100 en bleef ruim een jaar in die lijst genoteerd staan. Op 24 en 25 juni 1995 stond Froger in een uitverkocht Feijenoordstadion.

## Nummers
Disc 1: The Single Hits
1. Calling out your name
2. Just say hello
3. This is the moment
4. Woman woman
5. Thunder in my heart
6. Love leave me
7. Are you ready for loving me
8. Kaylee
9. Nobody else (featuring Candy Dulfer)
10. Winter in America
11. Man with a mission
12. Here in my heart
13. For a date with you
14. Why are you so beautiful
15. Alles kan een mens gelukkig maken
16. I am a singer
17. Your place or mine
18. Why goodbye

Disc 2: The Concert Hits
1. I'm still standing (Elton John / Bernie Taupin)
2. Bad case of loving you (Robert Palmer)
3. You can leave your hat on (Randy Newman)
4. Have I told you lately (Van Morrison)
5. Relight my fire (Dan Hartman)
6. If we only had love (Jacques Brel / Mort Shuman)
7. Kiss (Prince)
8. Could It Be Magic / Mandy (Barry Manilow)
9. Baker Street (featuring Candy Dulfer) (Gerry Rafferty)
10. Telkens weer (Ruud Bos)
11. The way you make me feel (Michael Jackson)
12. Jamaica-Fragice (Bobby Caldwell / Sting)
13. Heartache tonight (Don Henley / Glenn Frey)
14. Precious thing (duet met D.D. Bridgewater) (Ray Charles)
15. Girl, you'll be a woman soon (Neil Diamond)
16. Wonderful tonight (Eric Clapton)
17. Dancing on the ceiling (Lionel Richie)
18. You've got a friend (Carole King)

## Hitnotering

### Nederlandse Album Top 100
| Hitnotering: 17-06-1995 t/m 15-06-1996 | Hitnotering: 17-06-1995 t/m 15-06-1996 | Hitnotering: 17-06-1995 t/m 15-06-1996 | Hitnotering: 17-06-1995 t/m 15-06-1996 | Hitnotering: 17-06-1995 t/m 15-06-1996 | Hitnotering: 17-06-1995 t/m 15-06-1996 | Hitnotering: 17-06-1995 t/m 15-06-1996 | Hitnotering: 17-06-1995 t/m 15-06-1996 | Hitnotering: 17-06-1995 t/m 15-06-1996 | Hitnotering: 17-06-1995 t/m 15-06-1996 | Hitnotering: 17-06-1995 t/m 15-06-1996 | Hitnotering: 17-06-1995 t/m 15-06-1996 | Hitnotering: 17-06-1995 t/m 15-06-1996 | Hitnotering: 17-06-1995 t/m 15-06-1996 | Hitnotering: 17-06-1995 t/m 15-06-1996 | Hitnotering: 17-06-1995 t/m 15-06-1996 | Hitnotering: 17-06-1995 t/m 15-06-1996 | Hitnotering: 17-06-1995 t/m 15-06-1996 | Hitnotering: 17-06-1995 t/m 15-06-1996 | Hitnotering: 17-06-1995 t/m 15-06-1996 | Hitnotering: 17-06-1995 t/m 15-06-1996 | Hitnotering: 17-06-1995 t/m 15-06-1996 | Hitnotering: 17-06-1995 t/m 15-06-1996 | Hitnotering: 17-06-1995 t/m 15-06-1996 | Hitnotering: 17-06-1995 t/m 15-06-1996 | Hitnotering: 17-06-1995 t/m 15-06-1996 | Hitnotering: 17-06-1995 t/m 15-06-1996 | Hitnotering: 17-06-1995 t/m 15-06-1996 | Hitnotering: 17-06-1995 t/m 15-06-1996 |
| Week                                   | 1                                      | 2                                      | 3                                      | 4                                      | 5                                      | 6                                      | 7                                      | 8                                      | 9                                      | 10                                     | 11                                     | 12                                     | 13                                     | 14                                     | 15                                     | 16                                     | 17                                     | 18                                     | 19                                     | 20                                     | 21                                     | 22                                     | 23                                     | 24                                     | 25                                     | 26                                     | 27                                     | 28                                     |
| -------------------------------------- | -------------------------------------- | -------------------------------------- | -------------------------------------- | -------------------------------------- | -------------------------------------- | -------------------------------------- | -------------------------------------- | -------------------------------------- | -------------------------------------- | -------------------------------------- | -------------------------------------- | -------------------------------------- | -------------------------------------- | -------------------------------------- | -------------------------------------- | -------------------------------------- | -------------------------------------- | -------------------------------------- | -------------------------------------- | -------------------------------------- | -------------------------------------- | -------------------------------------- | -------------------------------------- | -------------------------------------- | -------------------------------------- | -------------------------------------- | -------------------------------------- | -------------------------------------- |
| Nummer                                 | 9                                      | 1                                      | 3                                      | 6                                      | 4                                      | 2                                      | 2                                      | 3                                      | 2                                      | 2                                      | 4                                      | 4                                      | 3                                      | 2                                      | 2                                      | 3                                      | 4                                      | 4                                      | 6                                      | 9                                      | 9                                      | 14                                     | 18                                     | 27                                     | 22                                     | 34                                     | 34                                     | 30                                     |
| Week                                   | 29                                     | 30                                     | 31                                     | 32                                     | 33                                     | 34                                     | 35                                     | 36                                     | 37                                     | 38                                     | 39                                     | 40                                     | 41                                     | 42                                     | 43                                     | 45                                     | 46                                     | 47                                     | 48                                     | 49                                     | 50                                     | 51                                     | 52                                     | 53                                     | 54                                     | 55                                     |                                        |                                        |
| Nummer                                 | 30                                     | 26                                     | 27                                     | 24                                     | 23                                     | 27                                     | 23                                     | 27                                     | 28                                     | 28                                     | 22                                     | 25                                     | 39                                     | 44                                     | 49                                     | 52                                     | 56                                     | 69                                     | 69                                     | 58                                     | 60                                     | 68                                     | 68                                     | 82                                     | 87                                     | 87                                     | uit                                    |                                        |